# Maruja Torres
María Dolores Torres Manzanera (Barcelona, 16 de marzo de 1943), más conocida como Maruja Torres, es una periodista y escritora española (antigua colaboradora en la sección de opinión del diario El País), ganadora de los premios Planeta y Nadal. Ha sido corresponsal de guerra en el Líbano, Panamá e Israel y ha cubierto muchos grandes acontecimientos de la historia contemporánea.  Desde el 25 de octubre de 2013 hasta enero de 2016 escribió su columna de opinión en eldiario.es.

## Biografía
Nacida en el barrio barcelonés de El Raval, de familia murciana muy humilde, aprendió taquimecanografía y nociones de contabilidad en una academia nocturna y empezó a trabajar a prueba en los almacenes Capitolio; a los seis meses ya era fija. A los 14 años conoció a Terenci Moix y a su hermana Ana María, con quienes trabó amistad y con los que compartía la pasión por el cine. También mantuvo toda su vida otra amistad del barrio del Raval: Manuel Vázquez Montalbán, quien más tarde le pedirá su colaboración en Por Favor. Pasó luego por varias oficinas como secretaria, y empezó en el periodismo a los 21 años (1964), trabajando como secretaria de redacción en La Prensa, pese a no tener formación académica en dicho campo y ni siquiera certificado de estudios primarios, gracias a la recomendación de la escritora Carmen Kurtz. Pronto colaboró en diversas publicaciones más, como las revistas Garbo, Fotogramas, Por Favor, El Papus, La Calle y, entre 1979 y 1981, en dos cabeceras clave de la época: el diario Tele eXprés y Mundo Diario.

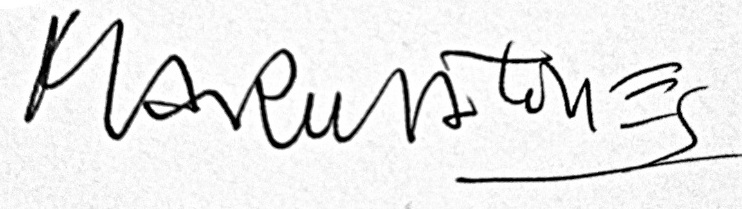
Autógrafo. Feria del Libro de Madrid, 1997

En 1981 dejó Barcelona, donde había adquirido fama como periodista rosa o frívola, para recomenzar desde cero en Madrid. De 1982 a 1984 colaboró en El País y trabajó para TVE; como antaño para Fotogramas, entrevistó para El País a notables personalidades: Luis Alcoriza, Manuel Puig, Anthony Burgess, Joseph Losey, Giorgio Strehler, Doris Lessing, Susan Sontag, Meryl Streep, Patricia Highsmith, John Le Carré, Bette Davis y su preferida, la de Marcello Mastroianni, que nunca publicó. Abandonó El País para pasar a trabajar en Diario 16, cuya columna diaria era una de las más leídas de la prensa de entonces. Bastantes de sus trabajos más recordados de entonces fueron de periodismo de investigación, como infiltrarse en la etnia gitana o en la Legión, ambos en 1986. En 1984 había firmado el Manifiesto contra la exposición Tintín y Hergé y por extensión la línea clara. Dos años más tarde volvió a El País. 
Su incursión en la literatura comienza en 1986, con la publicación de ¡Oh es él! Viaje fantástico hacia Julio Iglesias, seguida en 1991 por Ceguera de amor, ambas "novelas de humor" según definición de la propia autora. Pero fue con Amor América: un viaje sentimental por América Latina (1993) que, como confiesa, aprendió a escribir. Siete años más tarde vendría la consagración con el premio Planeta por Mientras vivimos.
Vivió el asesinato del fotógrafo Juantxu Rodríguez por disparos de las tropas estadounidenses mientras cubría la información de la invasión de Panamá de 1989 para El País. Después de la guerra entre Hezbolá e Israel, que cubrió desde el Líbano, decidió instalarse en Beirut por un tiempo, y fue allí donde escribió Esperadme en el cielo, ganadora del Nadal 2009. Le fue otorgada la Creu de Sant Jordi en 2004 y la Medalla de Oro a las Bellas Artes en 2006.
Maruja Torres es también coautora, con Carles Mira, del guion de la película de este director El rey del mambo (1989). 
El 16 de mayo de 2013 abandonó el diario El País momentos antes de ser despedida de la sección de "Opinión". Desde el 25 de octubre de 2013 hasta enero de 2016 escribió su columna de opinión en eldiario.es.[cita requerida]
Actualmente reside en Madrid.

## Obras
- Metamorfosis, 1983
- ¡Oh es él! Viaje fantástico hacia Julio Iglesias, 1986, novela de humor
- Ceguera de amor, 1991, novela de humor
- Amor América: un viaje sentimental por América Latina, 1993
- Como una gota, 1995, artículos
- La garrapata, cuento incluido en el libro Barcelona, un día, 1998
- Un calor tan cercano, 1997, novela "deseobiográfica", como la define Torres[8][12]
- Mujer en guerra. Más másters da la vida, 1999, autobiografía periodística
- El velo y las lágrimas, cuento incluido en el libro Mujeres al alba, 1999
- Mientras vivimos, 2000, novela, Premio Planeta
- Hombres de lluvia, 2004, novela "deseobiográfica"
- La amante en guerra, 2007
- Esperadme en el cielo, 2009, Premio Nadal
- Fácil de matar, 2011, novela negra ambientada en Beirut
- Sin entrañas, 2012
- Diez veces siete, 2014
- Manuela Carmena en el diván de Maruja Torres, 2015
- Cuánta más gente se muere, más ganas de vivir tengo, 2024

## Premios
- 1986, Premio Víctor de la Serna de periodismo, concedido por la Asociación de la Prensa de Madrid.
- 1990, Premio Francisco Cerecedo.
- 1998, Premio de Literatura Extranjera, por Un calor tan cercano.
- 2000, Premio Planeta en su XLIX edición, por la novela Mientras vivimos.[9]
- 2009, Premio Nadal, por la novela Esperadme en el cielo.[13]
- 2020, Premio Luca de Tena, a la trayectoria periodística.[14][15]

- 2023, Premio MAS Trayectoria 2023, Premio Mujeres a Seguir.

- 2024, Premio de Periodismo y Comunicación del Club Abierto de Editores (CLABE) en la categoría premio especial del jurado "por su inquebrantable compromiso con el periodismo, valentía y dedicación a la profesión".[16]